# Kegeyli
Kegeyli est une ville d'Ouzbékistan, chef-lieu du district de Kegeyli, dans le Karakalpakstan.